# Hermann Walter Bion
Walter Bion (né le 29 avril 1830 à Affeltrangen, canton de Thurgovie ; † 3 septembre 1909 à Zurich ), né Hermann Walter Bion, appelé « Père Bion », était un théologien et travailleur social. Il est considéré comme le créateur des séjours de vacances (ou colonie de vacances pour utiliser le terme de l'époque), malgré le fait que leur forme moderne n'a pas grand chose à voir avec leurs ancêtres. Il créa aussi des écoles en plein air pour les enfants malades issus de familles pauvres. Le modèle qu'il créa fut ensuite suivies dans le monde entier, généralement appelées écoles forestières en Allemagne.
En France, Edmond Cottinet s'inspira du modèle proposé par Walter bion pour proposer des séjours de vacances pour des enfants défavorisés du 9e arrondissement de Paris.